# Głuchy
Głuchy (prononciation : [ˈɡwuxɨ]) est un village polonais de la gmina de Zabrodzie dans le powiat de Wyszków de la voïvodie de Mazovie dans le centre-est de la Pologne.
Il se situe à environ 4 kilomètres au sud-ouest de Zabrodzie (siège de la gmina), 14 kilomètres au sud-ouest de Wyszków (siège du powiat) et à 40 kilomètres au nord-est de Varsovie (capitale de la Pologne).
Le village possède une population d'environ 300 habitants en 2007.

## Histoire
De 1975 à 1998, le village faisait partie du territoire de la voïvodie d'Ostrołęka.

Depuis 1999, Głuchy est situé dans la voïvodie de Mazovie.